# Meadow Grove
Meadow Grove est un village du comté de Madison, dans l'État du Nebraska, aux États-Unis. En 2020, il comptait une population de 287 habitants.